# بيت إليوت
بيت إليوت (بالإنجليزية: Pete Elliott)‏ هو لاعب كرة قدم أمريكية أمريكي، ولد في 29 سبتمبر 1926 في بلومنجتون في الولايات المتحدة، وتوفي في 4 يناير 2013 في كانتون في الولايات المتحدة.